# Peromyscus gossypinus
Peromyscus gossypinus é uma espécie de roedor da família Muridae.
Apenas pode ser encontrada nos Estados Unidos da América.